# Armada medieval búlgara

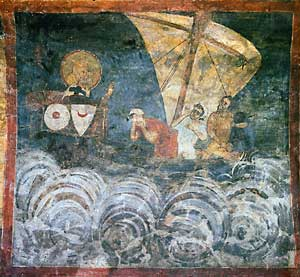
Una embarcación representada en un fresco de la Edad Media (Iglesia de Boyana, Sofia)

Grafiti medieval búlgaro que representan barcos, en los muros de Pliska y Preslav

La armada medieval búlgara (en búlgaro: Средновековна българска флота) fue la armada del Primer y Segundo Imperio búlgaro.

## Historia
Durante la mayor parte de la Edad Media los búlgaros no mantenían fuerzas navales. Los primeros registros de los barcos búlgaros provienen desde el reinado del kan Omurtag: durante su guerra contra los francos (827-829) llegó con navíos desde el Danubio y desembarcó tropas en la retaguardia de los francos.
La primera armada organizada búlgara fue construida bajo el zar Iván Asen II (1218-1241). Esta era más bien pequeña e incluía galeras para proteger la costa. La importancia de la armada incrementó durante el reinado de Dobrotitsa e Ivanko del Principado de Karvuna a finales del siglo XIV. La flota búlgara participó en acciones exitosas contra los genoveses y los turcos con su amplia gama llegaron hasta Crimea y Trebisonda.
El principal astillero búlgaro se hallaba en la desembocadura del río Kamchiya debido a la abundancia de madera, pero fue incendiada cuando los turcos invadieron el país.

## Acciones militares
Se sabe muy poco de las batallas y misiones de la armada y la guardia costera. En 812 el kan Krum utilizó barcos para apoderarse de varias fortalezas bizantinas en el sur de la costa del Mar Negro, en particular Nesebar. Las imágenes de estos barcos se han encontrado representadas en los muros de Pliska y Preslav. En 1235 Iván Asen II envió 25 grandes galeras para ayudar al Imperio de Nicea en el asedio de Constantinopla. A principios de 1257 el Imperio latino contrato una flota de 10 galeras venecianas y el 14 de junio capturaron Nesebar después de un breve sitio, pero no pudieron conseguir nada más. A finales de siglo XIV Dobrotitsa utilizó su armada para intentar colocar a su yerno, Miguel Paleólogo, en el trono de Trebisonda y posteriormente llevar una guerra contra Génova, que duró hasta 1387 cuando su hijo Ivanko estableció una paz favorable. En 1366, Amadeo VI de Saboya perdió varios barcos durante el sitio de Varna.

## Diseño del barco
Durante el Primer Imperio los barcos eran diseñados para el mar y la navegación fluvial. Tenían pequeños calados y buenas cualidades marítimas. Los barcos tenían arcos y popas muy altos, 10-15 remos en cada tablero y un mástil. Los barcos de guerra tenían un ariete en frente.
Durante el Segundo Imperio las tradiciones de construcción naval continuaron y se sofisticaron. Muchas de las nuevas naves no tenían remos y este nuevo tipo era un diseño específico búlgaro: esta combinaba características del Mediterráneo (velas triangulares) y barcos del Mar del Norte (el timón se utilizaba en lugar de palas de popa para mejorar la navegación). Los barcos eran de 25-30 metros de largo y 6-7 metros de ancho y tenía uno o dos mástiles.